# Scaphyglottis mesocopis
Scaphyglottis mesocopis là một loài thực vật có hoa trong họ Lan. Loài này được (Endres & Rchb.f.) Benth. & Hook.f. ex Hemsl. miêu tả khoa học đầu tiên năm 1884.